# Oriopsis magellanica
Oriopsis magellanica är en ringmaskart som beskrevs av Hartmann-Schröder 1962. Oriopsis magellanica ingår i släktet Oriopsis och familjen Sabellidae. Inga underarter finns listade i Catalogue of Life.